# Airship
Airship is een Britse indierockband, die in 2004 te Manchester werd opgericht met als naam Astroboy. De band bestaat uit zanger-gitarist Elliott Williams, gitarist Steven Griffiths, bassist Tom Dyball en gitarist Marcus Wheeldon. Nadat ze een periode hadden opgetreden onder de naam Rowley, besloten ze hun naam nogmaals te wijzigen om een frisse start te kunnen maken. De muziek van Airship wordt veelal vergeleken met die van Snow Patrol, Editors en White Lies.
Van Airship zijn twee ep's uitgegeven, Algebra (2010) en Kids (2011). Hun debuutalbum, Stuck in This Ocean, werd uitgebracht in 2011.

## Bezetting
- Elliott Williams (zang, gitaar, keyboard)
- Tom Dyball (basgitaar)
- Marcus Wheeldon (gitaar)
- Steven Griffiths (drums)

## Discografie
- Algebra (10 mei 2010; ep)
- Kids (13 juni 2011; ep)
- Stuck in This Ocean (5 september 2011)